# Dionaea magnifrons
Dionaea magnifrons är en tvåvingeart som beskrevs av Herting 1977. Dionaea magnifrons ingår i släktet Dionaea och familjen parasitflugor. Inga underarter finns listade i Catalogue of Life.